# DDR-Straßen-Radmeisterschaften 1952
Die Straßen-Radmeisterschaften in der DDR 1952 wurden im Einzelstraßenrennen in den Monaten Mai und Juni in drei Läufen ausgetragen. Doppelmeister wurde der Chemnitzer Lothar Meister I, der sowohl das Einzelrennen als auch mit der BSG Dwigatel Wismut Chemnitz die Mannschaftsentscheidung gewann.

## Einzelmeisterschaft
Der DDR-Meister im Einzelstraßenrennen musste sich in drei Läufen bei der „Harzrundfahrt“ am 31. Mai, beim „Durch die Thüringer Lande“ am 7. Juni und beim „Rund um die Landeskrone“ in Görlitz am 14. Juni herauskristallisieren. Der Meister wurde nach einem Punktesystem, das sich an den Platzierungen bei den drei Läufen orientierte, ermittelt. 

### 1. Lauf: Harzrundfahrt
Die Harzrundfahrt mit Start und Ziel in Magdeburg hatte eine Strecke von 214 Kilometern und wurde bei großer Hitze ausgetragen. Es gab zahlreiche Ausfälle, darunter die komplette DDR-Nationalmannschaft, die an der Friedensfahrt 1952 teilgenommen hatte. Schon nach 35 Kilometern mit Dieter Köhler aus Eisleben und Fritz Funke Eisleben zwei Außenseiter absetzen. Bereits bei den ersten Anstiegen Richtung Harzkamm fiel das Verfolgerfeld auseinander, mehrere Favoriten, unter ihnen Paul Dinter und Rudi Kirchhoff, fielen weit zurück. Nach knapp 80 Kilometern traf in Harzgerode auf einer Höhe von 395 Metern eine 15-köpfige Spitzengruppe ein. 30 Kilometer vor dem Ziel stieg der Magdeburger Lokalmatador Gustav-Adolf Schur entkräftet vom Rad, und eine elf Fahrer umfassende Gruppe nahm den Kampf um den Sieg auf, den der Berliner Heinz Jacob im Spurt gewann. 
|    | Fahrer          | Mannschaft               | Zeit (h)     | Punkte |
| -- | --------------- | ------------------------ | ------------ | ------ |
| 1. | Heinz Jacob     | BSG Rotation Berlin      | 6:40:55      | 10     |
| 2. | Erich Schulz    | BSG Post Berlin          | gleiche Zeit | 09     |
| 3. | Werner Gallinge | BSG Einheit Berliner Bär | gleiche Zeit | 08     |

### 2. Lauf: Durch die Thüringer Lande
41 Fahrer nahmen den 200 Kilometer langen zweiten Meisterschaftslauf „Durch die Thüringer Lande“ 
In Angriff. Die Strecke führte von Zella-Mehlis über Meiningen und Schleusingen zurück zum Ausgangspunkt. Nach rund 40 Kilometern riss das Feld am Hohlberg bei Friedrichroda auseinander, fand sich aber bei der Abfahrt wieder zusammen. Auf dem Weg nach Eisenach traf es mehrere Fahrer mit Materialschaden, doch bei Kilometer 130 in Meiningen war das Feld wieder beisammen. Anschließend wurden mehrere Ausreißversuche gestartet, die zunächst vergeblich waren. 50 Kilometer vor dem Ziel, auf der Steigung nach Mengersgereuth, gelang es dem Thüringer Bernhard Trefflich, sich erfolgreich vom Feld abzusetzen. Auf seiner Alleinfahrt erzielte er einen so großen Vorsprung, dass ihn auf den letzten Kilometern ein Kräfteschwund nicht mehr in Bedrängnis brachte und er drei Minuten vor seinen Verfolgern das Ziel erreichen konnte. 
|    | Fahrer             | Mannschaft                   | Zeit (h) | Punkte |
| -- | ------------------ | ---------------------------- | -------- | ------ |
| 1. | Bernhard Trefflich | BSG Einheit Weimar           | 6:09:36  | 13     |
| 2. | Lothar Meister I   | BSG Dwigatel Wismut Chemnitz | 6:12:29  | 14     |
| 3. | Gustav-Adolf Schur | BSG Aufbau Börde Magdeburg   | 6:14:57  | 08     |

### 3. Lauf: Rund um die Landeskrone
Rund um das Wahrzeichen von Görlitz, der Landeskrone, war ein 99 Kilometer langer Kurs abgesteckt, der zweimal zu durchfahren war. Es herrschten mit Sonnenschein und wenig Wind ideale Rennverhältnisse. Nach 30 Kilometern gab es den ersten Ausreißversuch durch Henry Thürke von der BSG Dwigatel Wismut und Kurt Hünerbein von Aufbau Börde Magdeburg, denen sich später zwei weitere Fahrer hinzugesellten. Obwohl Hünerbein nach Rahmenbruch ausscheiden musste, konnten die Ausreißer nach der Hälfte der Distanz einen Vorsprung von 4:47 Minuten herausfahren. Eine Verfolgergruppe von sieben Aktiven gelang es nach 130 Kilometern, sich ebenfalls vom Feld abzusetzen und holte 50 Kilometer vor dem Ziel die Spitzengruppe ein. Wenige Meter vor dem Ziel in Görlitz stürmte eine Fünfergruppe, angeführt von Lothar Meister I davon. Im Spurt gewann Gustav-Adolf Schur vor Heinz Gleinig und Lothar Meister I, der mit dem dritten Platz auf die Höchstzahl von 23 Punkten kam und damit den Meistertitel gewann. 
|    | Fahrer             | Mannschaft                   | Zeit (h) | Punkte |
| -- | ------------------ | ---------------------------- | -------- | ------ |
| 1. | Gustav-Adolf Schur | BSG Aufbau Börde Magdeburg   | 5:24:01  | 18     |
| 2. | Heinz Gleinig      | BSG Einheit Berliner Bär     | gl. Zeit | 09     |
| 3. | Lothar Meister I   | BSG Dwigatel Wismut Chemnitz | gl. Zeit | 23     |

### Endstand
|    | Fahrer             | Mannschaft                   | Punkte |
| -- | ------------------ | ---------------------------- | ------ |
| 1. | Lothar Meister I   | BSG Dwigatel Wismut Chemnitz | 23     |
| 2. | Gustav-Adolf Schur | BSG Aufbau Börde Magdeburg   | 18     |
| 3. | Erich Schulz       | BSG Post Berlin              | 18     |
| 4. | Heinz Jacob        | BSG Rotation Berlin          | 16     |
| 5. | Werner Gallinge    | BSG Einheit Berliner Bär     | 15     |

## Mannschaftsmeisterschaft
Start und Ziel des 100-m-Mannschaftszeitfahrens war Schwerin, nachdem ein Kurs bis nach Grevesmühlen und Wismar zu bewältigen war. Hügeliges Gelände und Gegenwind nach dem Wendepunkt sorgten für erschwerte Bedingungen. Die Mannschaften gingen mit jeweils sechs Fahrern an den Start. Als Favoriten gingen die Teams der Betriebsgemeinschaften von Dwigatel Wismut Chemnitz und Einheit Berliner Bär in das Rennen. Während die Experten die Berliner als Sieger erwartet hatten, entschieden die Sachsen die Meisterschaft für sich. Aktivposten der Chemnitzer war der 44-jährige Fritz Funke, Pech hatte die erste Mannschaft der Berliner Bären, die durch eine geschlossene Schranke aufgehalten wurden. Zwar wurde ihnen die verlorengegangene Zeit angerechnet, doch ihr Rhythmus war gestört worden. Sie hatten außerdem das Handicap zu tragen, dass ihr Hoffnungsträger Werner Gallinge außer Form war. So kamen sie nur als Dritte ins Ziel, hinter ihren Mannschaftskameraden des zweiten Teams. Titelverteidiger BSG Aufbau Börde Magdeburg, ebenfalls mit zwei Mannschaften angetreten, landete mit seiner ersten Mannschaft lediglich auf dem vierten Platz, auch sie konnten den Ausfall von Horst Gaede nicht verkraften. 
|     | Mannschaft | Zeit (h) |
| --- | --- | -------- |
| 1.  | BSG Dwigatel Wismut Chemnitz (Fritz Funke, Lothar Meister I, Horst Siegel, Werner Weber, Henry Türke, Fichtner) | 2:24:39  |
| 2.  | BSG Einheit Berliner Bär II                                                                                     | 2:24:59  |
| 3.  | BSG Einheit Berliner Bär I                                                                                      | 2:25:01  |
| 4.  | BSG Aufbau Börde Magdeburg I                                                                                    | 2:27:03  |
| 5.  | BSG Rotation Berlin I                                                                                           | 2:27:06  |
| 6.  | BSG Motor Diamant Chemnitz                                                                                      | 2:30:04  |
| 7.  | BSG Motor Berlin-Wilhelmsruh                                                                                    | 2:30:34  |
| 8.  | BSG Post Berlin                                                                                                 | 2:33:14  |
| 9.  | BSG Lokomotive Leipzig                                                                                          | 2:33:36  |
| 10. | BSG Rotation Berlin II                                                                                          | 2:34:24  |
| 11. | BSG Semper Berlin                                                                                               | 2:34:41  |
| 12. | BSG Aufbau Börde Magdeburg II                                                                                   | 2:37:22  |
| 13. | BSG Turbine Gaswerke Berlin I                                                                                   | 2:37:26  |
| 14. | BSG Turbine Gaswerke Berlin II                                                                                  | 2:43:34  |